# Viktor Kosichkin
Viktor Ivanovich Kosichkin (en ruso, Виктор Иванович Косичкин; Moschki, 25 de febrero de 1938 – Moscú, 30 de marzo de 2012) fue un patinador de velocidad sobre hielo de velocidad ruso.

## Biografía
Kosichkin entrenó en el Dynamo. Participó en los Juegos Olímpicos de Invierno de 1960 en Squaw Valley. Ganó el oro en la prueba de 5000 m, (el mismo día en el que cumplía 22 años) por delante de su rival Knut Johannesen. En la prueba de 1000 metros dos días después, las posiciones se invirtieron con Johannesen colgándose el oro y Kosichkin, la plata.
Al siguiente año, Kosichkin se convirtió en campeón soviético y europeo, mientras ganaba la plata en el Mundial  (detrás de Henk van der Grift). En 1962 no fue seleccionado para estar en el equipo soviético para el Campeonato de Europa y rompió los patines con ira. Su amigo Yevgeny Grishin le dio unos viejos y Kosichkin se convirtió en Campeón del Mundo en estos.
En 1963, no fue un año para Kosichkin, sin conseguir ninúnt título y acabando en la posición número 15 en el campeonato soviético. En 1964, una vez más ganó la plata detrás de Johannesen en el Campeonato Mundial. También participó en los 5000 m y los 10000 m en los Juegos Olímpicos de Invierno de 1964 de Innsbruck, pero no ganó ninguna medalla.
Fue campeón soviético en 5000 m en 1958, 1960, 1961 y 1962, en 10000 m en 1960, 1961, 1962, 1964 y 1965.

## Palmarés internacional
| Juegos Olímpicos   | Juegos Olímpicos               | Juegos Olímpicos  | Juegos Olímpicos  |
| Año                | Lugar                          | Medalla           | Prueba            |
| ------------------ | ------------------------------ | ----------------- | ----------------- |
| 1960               | Squaw Valley ( Estados Unidos) | Medalla de oro    | 5000 m            |
| 1960               | Squaw Valley ( Estados Unidos) | Medalla de plata  | 1000 m            |
| Campeonato Mundial |                                |                   |                   |
| 1961               | Göteborg (Suecia)              | Medalla de plata  | Programa completo |
| 1962               | Moscú (URSS)                   | Medalla de oro    | Programa completo |
| 1964               | Helsinki (Finlandia)           | Medalla de plata  | Programa completo |
| Campeonato Europeo |                                |                   |                   |
| 1961               | Helsinki (Finlandia)           | Medalla de oro    | Programa completo |
| 1965               | Göteborg (Suecia)              | Medalla de bronce | Programa completo |